# Showing Up
Pour plus de détails, voir Fiche technique et Distribution.
Showing Up est un film américain réalisé par Kelly Reichardt, sorti en 2022. Centré autour du quotidien d'une sculptrice avant le vernissage d'une prochaine exposition, le film marque la quatrième collaboration entre Kelly Reichardt et l'actrice Michelle Williams.
Il est présenté en compétition officielle au Festival de Cannes 2022. L'œuvre, plutôt bien accueillie, est considérée comme une réflexion sur les affres de la création artistique,.

## Synopsis
Le film présente le quotidien de Lizzy, une sculptrice et assistante administrative. Le spectateur suit les quelques jours qui séparent Lizzy de sa prochaine exposition. Il assiste, à travers des plans rapides, aux contretemps et distractions qui perturbent ses journées de création. Lizzy recueille un pigeon blessé dont sa voisine, et propriétaire, ne veut plus ; son chauffe-eau tombe en panne ; sa famille dysfonctionne… L'évolution des situations conduit à se demander dans quelle mesure la figure de l’animal constitue un double de l’artiste.

## Fiche technique
Sauf indication contraire, les informations mentionnées dans cette section peuvent être confirmées par la base de données cinématographiques IMDb,  présente dans la section « Liens externes ».
- Titre : Showing Up
- Réalisation : Kelly Reichardt
- Scénario : Jonathan Raymond et Kelly Reichardt
- Décors : Anthony Gasparro
- Direction artistique : Lisa Ward
- Costumes : April Napier
- Photographie : Christopher Blauvelt
- Production : Neil Kopp, Vincent Savino et Anish Savjani
- Sociétés de production : A24 et FilmScience
- Société de distribution : A24
- Pays de production :  États-Unis
- Langue originale : anglais
- Format : couleur
- Genre : comédie dramatique
- Durée : 108 minutes
- Dates de sortie :
  - France : 27 mai 2022 (Festival de Cannes 2022)[4], 3 mai 2023[5](sortie nationale)
  - États-Unis : 7 avril 2022

## Distribution
- Michelle Williams : Lizzy
- Hong Chau (VF : Juliette Poissonnier) : Jo
- André Benjamin : Eric
- John Magaro (VF : Jérémie Bédrune) : Sean, frère de Lizzy
- Maryann Plunkett : Jean, mère de Lizzy
- Judd Hirsch : Bill, père de Lizzy
- Amanda Plummer : Dorothy, squatteur chez Bill
- Matt Malloy : Lee, squatteur chez Bill
- Heather Lawless (VF : Marie Chevalot) : Marlene
- James LeGros (VF : Arnaud Arbessier) : Ira
- Jean-Luc Boucherot : Peter
- Ted Rooney : Ted
- Lauren Lakis : Terri
- Orianna Milne : Janet
- Sam Kamerman : Dahlia
- Kristina Haddad : Kristina
- Izabel Mar : Maya
- Dvonte Robinson : James
- Denzel Rodriguez : William
- Kennedy Morris : Mary
- Ben Coonley : Ben

## Production
Le 26 janvier 2021, il est annoncé que Michelle Williams jouera dans Showing Up. C'est sa quatrième collaboration avec la scénariste-réalisatrice Kelly Reichardt, après Wendy et Lucy, La Dernière Piste et Certaines femmes. En juin 2021, d'autres acteurs rejoignent officiellement la distribution : Hong Chau, Judd Hirsch, John Magaro, André Benjamin, Amanda Plummer, Larry Fessenden, James LeGros, Maryann Plunkett et Heather Lawless (en).
Le tournage commence le 7 juin 2021 et s'achève mi-juillet 2021 à Portland, dans l'Oregon,.

## Autour du film
Dans sa phase de préparation, Reichardt et Raymond avaient prévu d'écrire un biopic consacré à Emily Carr, avant de renoncer devant la célébrité apparente de l'artiste lors d'un voyage préparatoire au film, à Vancouver.

## Accueil

### Accueil critique
En France, le site Allociné propose une moyenne de 3,7⁄5, fondée sur 23 critiques de presse.
Selon la critique Murielle Joudet du journal Le Monde, « on a rarement articulé aussi clairement la fonction de l’artiste, sa générosité, […] un certain degré de perméabilité au monde, d’une capacité à l’absorber, à l’aimer et à le lui dire. »

### Box-office
| Pays ou région    | Box-office     | Date d'arrêt du box-office | Nombre de semaines |
| ----------------- | -------------- | -------------------------- | ------------------ |
| France            | 65 870 entrées | n/a                        | n/a                |
| États-Unis Canada | 949 621 $      | n/a                        | n/a                |

Pour son premier jour d'exploitation en France, Showing Up a réalisé 4 632 entrées, dont 1 404 en avant-premières, pour un total de 325 séances proposées. En comptant pour ce premier jour les avant-premières, le film se positionne en troisième place du box-office des nouveautés pour sa journée de démarrage, derrière Pour l'honneur (22 050) et devant La Marginale (2 733).
Au bout d’une première semaine d’exploitation dans les salles françaises, le long-métrage totalise 33 136 entrées, pour 2 133 séances proposées. Si l'on ne comptabilise pas les avant-premières, alors le long-métrage se positionne dix-septième au box-office hebdomadaire, derrière Le Royaume de Naya (32 184) et devant Quand tu seras grand (30 898).

## Distinction

### Sélection
- Festival de Cannes 2022 : sélection officielle, en compétition